# Virasena
Acharya Virasena (792-853) fue un monje Digambara, perteneciente al linaje de Acharya Kundakunda. Conocido como matemático indio y filósofo y erudito jainista, también destacó por su faceta de famoso orador y de poeta consumado. Su obra más reputada es el tratado Jain Dhavala. Hiralal Jain sitúa la finalización de este tratado en el año 816.

## Semblanza
Virasena fue un notable matemático. Dedujo el volumen de un tronco mediante una especie de procedimiento infinitesimal. Trabajó con el concepto de ardhaccheda: la cantidad de veces que un número se podía dividir por 2; adelantando el concepto de los logaritmos de base 2. También trabajó con logaritmos en la base 3 (trakacheda) y la base 4 (caturthacheda).
Dio la fórmula aproximada 
C = 3d + (16d+16)/113
para relacionar la circunferencia de un círculo C con su diámetro d. Para valores grandes de d, esto da la aproximación π   ≈   355/113   =   3.14159292 ..., más precisa que la aproximación de π  ≈  3.1416 dada por Aryabhata en el Aryabhatiya.
Además de su faceta como matemático, Virasena poseía notables conocimientos en astrología, gramática, lógica y prosodia. Escribió el Dhavala, un comentario sobre el canon Jain Shatakhandagama.
También comenzó el trabajo en el Jayadhavalaa, que fue completado por sus discípulos. Estaba considerado como una de las joyas que daban esplendor a la corte del rey Amoghavarsha, de la dinastía Rashtrakuta.